# Olga Meerson (Matisse)
Olga Meerson est un tableau réalisé par le peintre français Henri Matisse durant l'été 1911 à Collioure, dans les Pyrénées-Orientales. Cette huile sur toile est un portrait de son élève russe Olga Meerson assise les mains jointes devant un fond bleu. Caractérisée par son recours à deux surprenantes cernes noires restructurant le corps du modèle sans justification anatomique, l'œuvre témoignage d'une tentative de digestion du cubisme par l'artiste. Elle est conservée au musée des Beaux-Arts de Houston, à Houston, au Texas, dans le Sud des États-Unis. 
On lui associe souvent un portrait contemporain de Matisse par Meerson qui représente le maître occupé à une lecture sur un lit de son atelier, ce tableau appartenant, quant à lui, à une collection privée.

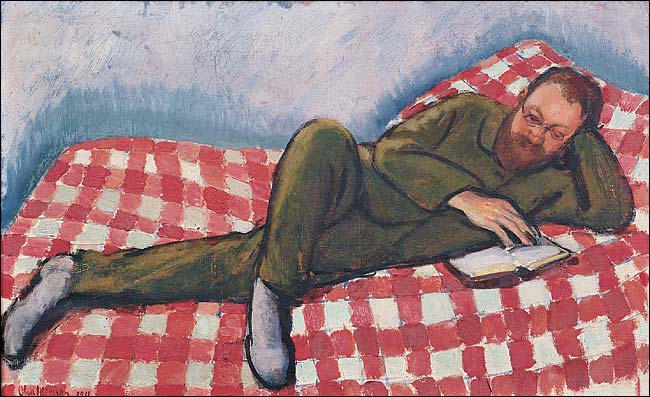
Portrait contemporain d'Henri Matisse par Olga Meerson.